# Corrente de Steiner

Uma corrente de Steiner de doze círculos pretos (n = 12). Os círculos dados são mostrados em azul e vermelho, que são o círculo interior e exterior, respectivamente.

Uma corrente de Steiner anular

Em geometria, uma corrente de Steiner é um conjunto de n círculos, cada um deles tangente a dois círculos dados que não se intersectam (o azul e o vermelho na figura à direita), onde n é finito e cada círculo na corrente é tangente aos círculos anterior e seguinte da corrente. Nas correntes de Steiner "fechadas" habituais, o primeiro e o último (n-ésimo) círculo também são tangentes um ao outro; em contraste, em correntes de Steiner "abertas", eles não precisam ser.
O nome corrente de Steiner refere-se a Jakob Steiner, que definiu-as no século 19 e descobriu muitas de suas propriedades.